# Huracán anular

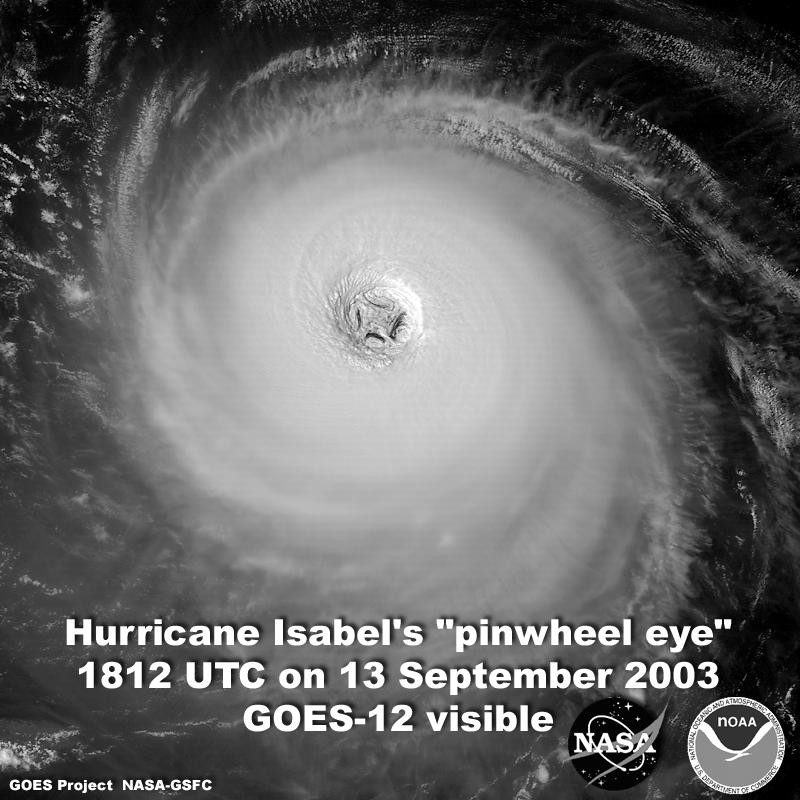
Huracán Isabel de 2003 mostrando una estructura de huracán anular. Nótese el ojo de gran tamaño (rellenado parcialmente por los mesovórtices de la pared del ojo) y la relativa pequeña cantidad de bandas espialres alrededor del exterior de la tormenta.

Un huracán anular es un ciclón tropical que presenta un gran ojo simétrico rodeado por un desarrollado anillo de intensa convección y que no es propenso a fluctuaciones de intensidad relacionadas con el ciclo de reemplazo de las paredes del ojo que se observan normalmente en los ciclones tropicales intensos. Los huracanes anulares pueden identificarse fácilmente a través de las imágenes satelitales, puesto que carecen de las bandas de lluvia en forma de espiral características de los sistemas tropicales. Además, este tipo de huracanes tiende a mantener su intensidad, incluso cuando se encuentran en un medio hostil que favorecería la disipación de cualquier otro ciclón, como una temperatura de la superficie del mar inferior a 26.5 °C o la presencia de cizalladura del viento.

## Características
Los huracanes anulares son muy circulares en apariencia y no presentan bandas en forma de espiral, como lo hace cualquier otro ciclón tropical. Se debilitan más lentamente que los sistemas no anulares de intensidad similar luego de alcanzar su pico de intensidad máxima y no se ven afectados tanto por las variaciones diurnas como los demás sistemas tropicales. Presentan una intensidad del viento superior a los 155 km/h (85 nudos) y más del 85% del límite teórico de intensidad. Sin embargo, solo presentan estas características durante una parte de su vida.
Las estadísticas muestran que frecuentemente se subestiman las velocidades del viento de un huracán anular después de su pico de intensidad. Este error ocurre porque este tipo de huracán mantiene su intensidad por un tiempo mayor al considerado normal para estos sistemas ciclónicos pero son a.
Los huracanes anulares son muy raros. Menos del 1% de los ciclones tropicales del océano Atlántico pueden clasificarse como huracanes anulares, aunque muchos pueden exhibir sus características. Son igualmente raros, pero más frecuentes en el océano Pacífico oriental-alrededor del 3%.
Un algoritmo para la identificación segura de estos huracanes se encuentra en desarrollo, aunque aún no está operativo.

## Huracanes anulares notables

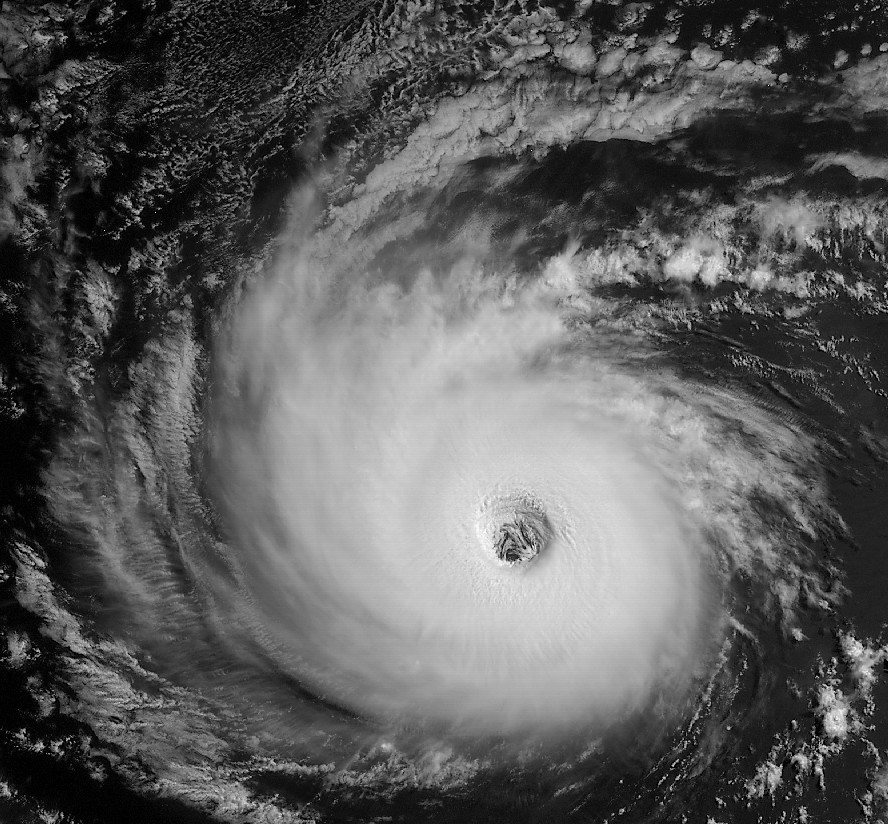
El Huracán Daniel de la temporada de huracanes en el Pacífico de 2006.

El Huracán Luis de la Temporada de huracanes en el Atlántico de 1995, y Huracán Edouard de 1996 pueden haber sido huracanes anulares. El Huracán Épsilon de la temporada de huracanes en el Atlántico de 2005 tenía la estructura de huracán anular, lo que explica parcialmente la longevidad de la tormenta en condiciones desfavorables. El potente Huracán Isabel también generó una estructura de huracán anular durante el tiempo de su pico de intensidad.
El Huracán Daniel  de 2006, en el Este del Pacífico exhibió características anulares con un ojo bien definido, y fue así clasificado por el Centro Nacional de Huracanes de Estados Unidos. Daniel pudo sostener una intensidad de categoría 4 por un prolongado período de tiempo, incluso en una zona del Océano Pacífico que en su momento era desfavorable para tal intensidad.
El Huracán Felicia durante la temporada de huracanes en el Pacífico de 2021 mostró una estructura anular durante gran parte de su período con máxima intensidad como un potente categoría 4 y vientos de 240 km/h. Ello fue especialmente perceptible en que fue capaz de mantener su máxima intensidad de casi categoría 5 durante 48 horas a pesar de que las condiciones del océano no eran especialmente favorables para su intensiticación. 

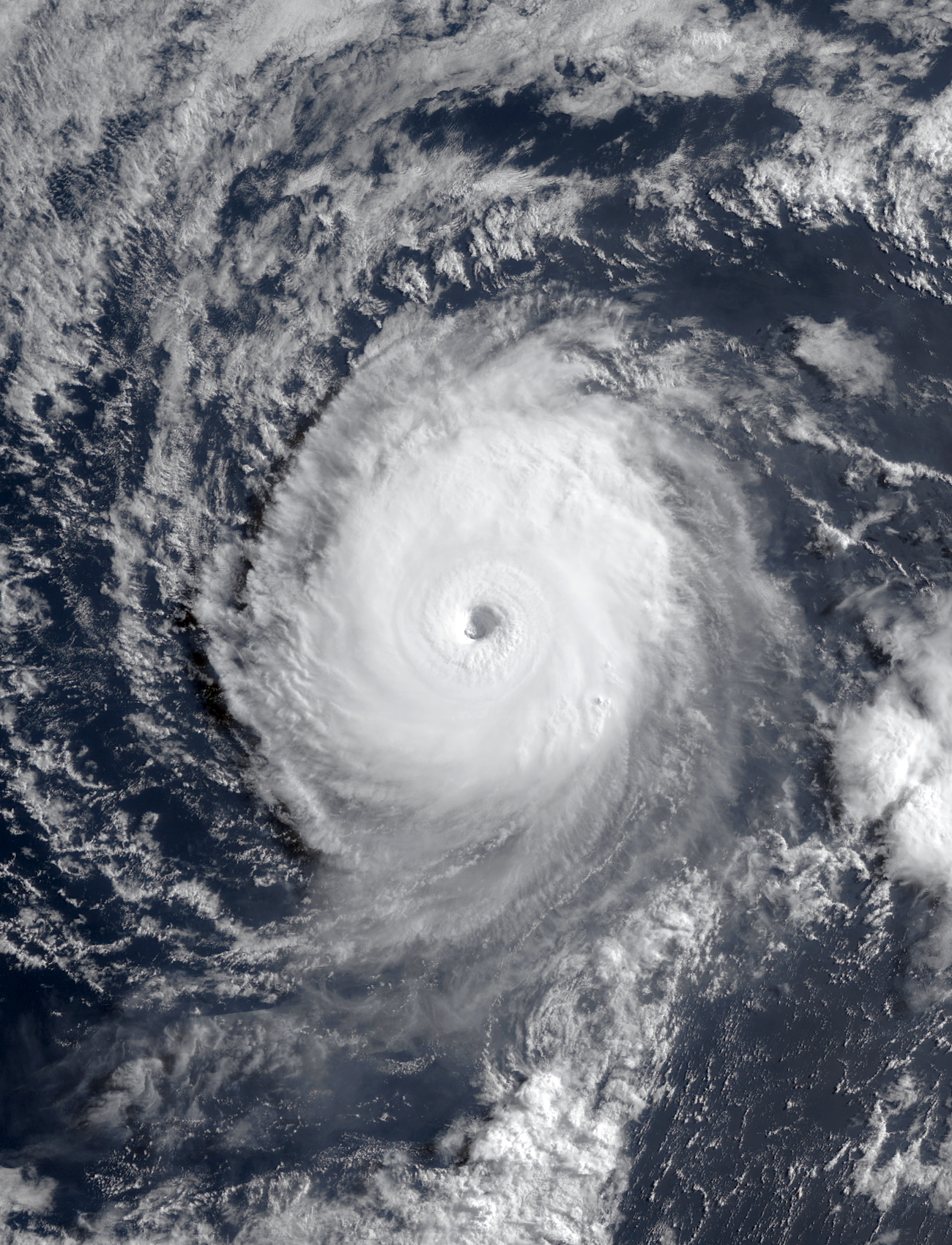
El huracán Felicia sobre aguas abiertas del Océano Pacífico